# David Solari
David Solari (Adelaida, 6 de juny de 1968) va ser un ciclista amb doble nacionalitat australiana i italiana. S'ha especialitzat en el ciclisme en pista, on ha guanyat diferents medalles als Campionats del món.
Va participar en els Jocs Olímpics de Seül a la prova de Persecució per equips.
És fill del també ciclista Nino Solari.

## Palmarès
- 1990
  - Vencedor d'una etapa al Cinturó a Mallorca
- 1992
  - 1r a la Vicenza-Bionde